# Jet Asia Airways
Jet Asia Airways (thaï : สายการบินเจ็ทเอเซีย) est une compagnie aérienne thaïlandaise basée à l'Aéroport Suvarnabhumi de Bangkok. La flotte est exclusivement composée de Boeing 767. Jet Asia Airways propose des vols réguliers comme des vols charters,.

## Histoire
Jet Asia Airways est créée en février 2009 avec deux avions 767-200, et reçoit son Certificat de transporteur aérien en octobre 2010. Il rejoint la Pacific Asia Travel Association (en) le 1er septembre 2011. Son premier vol commercial a lieu le 17 septembre 2011 entre Bangkok Don Muang et Penang en Malaisie.
De février à mai 2012, Jet Asia organise des vols charters entre l'aéroport Suvarnabhumi de Bangkok et l'Aéroport international de Narita de Tokyo en association avec l'agence de voyage Japonaise H.I.S. (en) Seasonal charters between Bangkok and Tokyo resumed on July 2012 et de nouveau en juillet 2013, avec une liaison supplémentaire vers Osaka. Depuis janvier 2013, grâce à un partenariat avec CITS Air Service (une filiale de China International Travel Service, un grand voyagiste Chinois), la compagnie aérienne organise des vols charters vers plus de neuf villes et offre des vols réguliers vers Bangkok, Phuket et six villes chinoises: Beijing, Nanjing, Chongqing, Tianjin, Shenyang et Changsha.
Fin 2014, la compagnie aérienne propose un vol régulier vers Tokyo-Narita, et en prévoit vers d'autres destinations internationales telles que Jakarta, Djeddah et Tianjin.

## Flotte

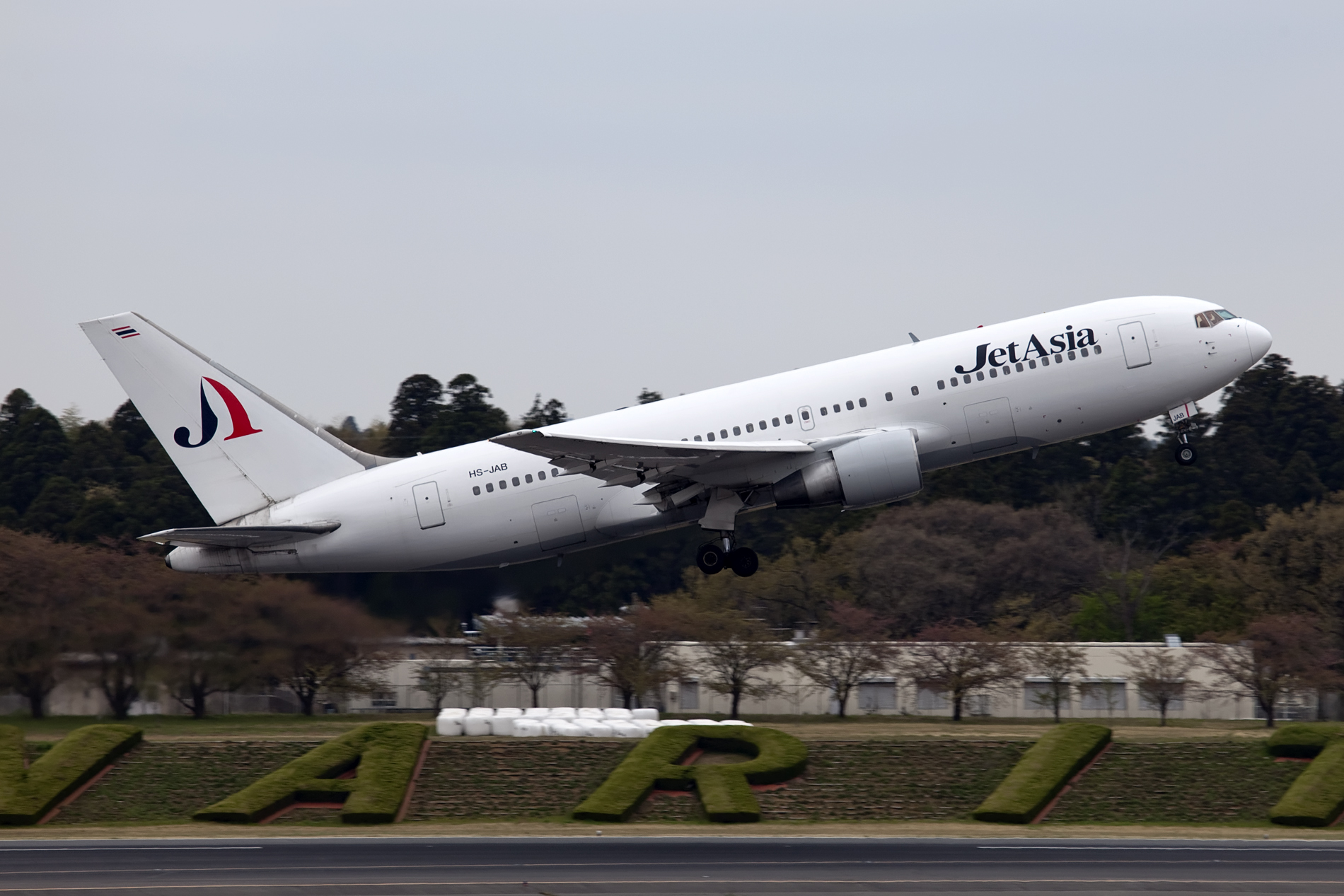
Un Jet Asia Boeing 767 de Jet Asia au décollage de l'Aéroport international de Narita (Avril 2012)

En octobre 2013, la flotte consiste en six Boeing 767,.